# 大清護照

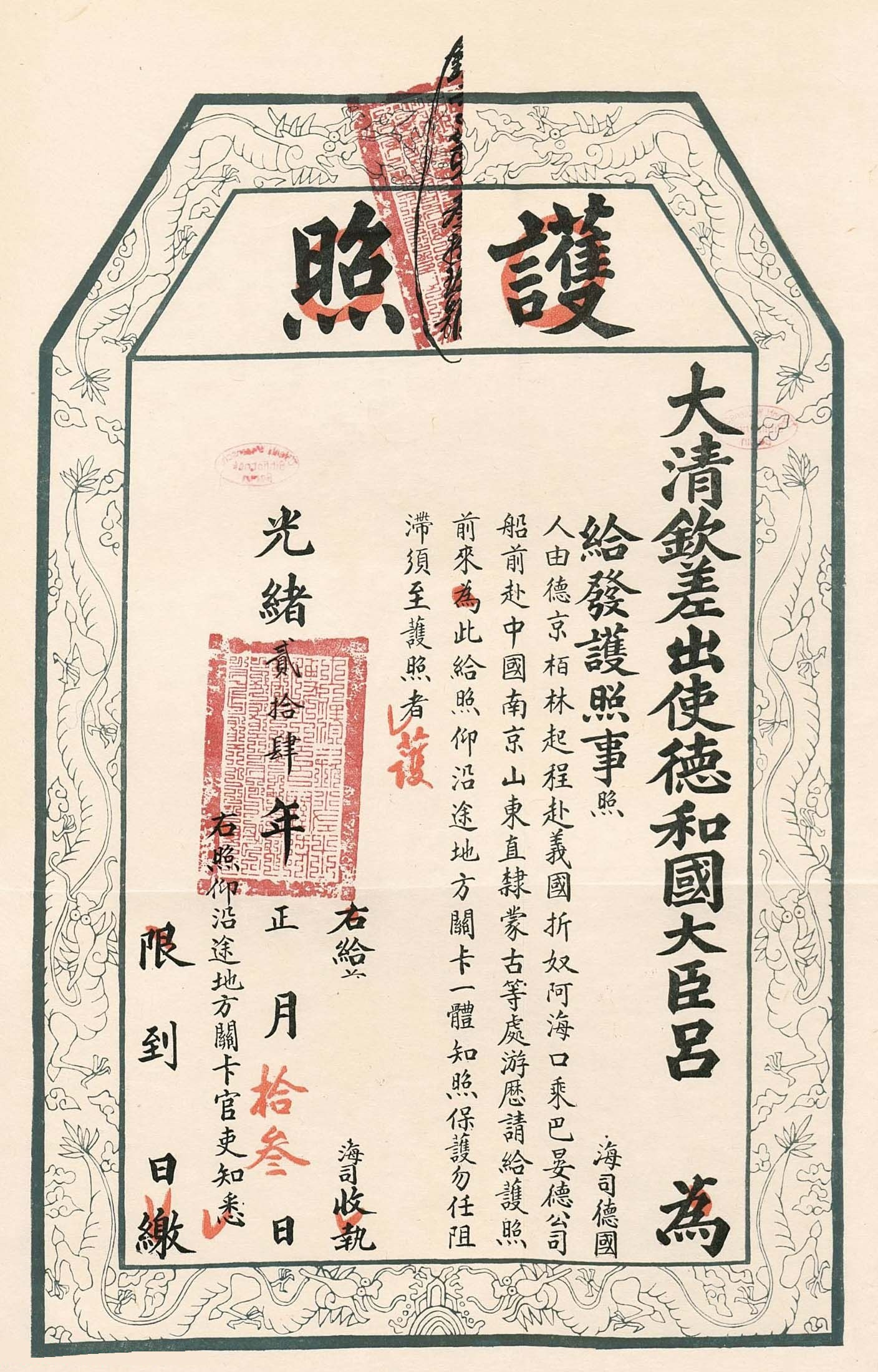
清朝護照

清朝之前，中國即有護照之概念，称为符、传、过所、公验、度牒、路引、通关文牒、等，與歐洲通過城門文書passport為相同或相近的文件。即使19世紀初，中國開埠以後，中國人赴各國的身分證明或旅遊文件，仍為信函形式。若不拘泥近現代護照型式，中國第一份近代國際護照為1689年，由清朝政府發放的「信函式集體護照」。以文字及信函籠統內文，描述赴外中國人的該文件，一直延續至1839年。
1840年以後，清朝政府礙於與西方強權各國的不平等雙邊條約，開始授權駐在中國境外的領事館或海關，為中國人（包含華僑）發放型式不一的護照，這是以「單人單紙」中國護照的成型。種類則大約有「內地遊歷護照」與「華工護照」。之後，護照發放制度規範沿襲至中國境內，頒發制度也從簡陋轉趨正規，發放機關則仍莫衷一是，總理各國事務衙門可發放，駐中國各國領事館也皆可發放，且不用總理各國事務衙門認證，此情形尤為上海租界最為盛行。
礙於技術等因素，19世紀末至20世紀初的中國護照並無照片等設置，為了正確辨別持照人真偽，中國護照多為以文字描述持照人的「體貌特徵」，如身高，體態。因為文字冗長，非制式之單紙護照面積都頗為巨大。例如以1899年9月1日，由清朝駐美國公使伍廷芳依權責簽發給中國某外交翻譯官的一紙護照來看，其護照長87公分，寬56公分，實是為近代世界護照中，最大的一紙。